# Торгово-промислова асоціація
Торгово-промислова асоціація (лат. associo — з'єдную, зв'язую) — добровільне об'єднання юридичних осіб для досягнення спільної мети на засадах взаємовигідної співпраці при збереженні самостійності, правової та майнової незалежності її членів.
У господарській практиці в асоціації об'єднуються виробничі, торговельні чи інші підприємницькі структури. Вони створюються з метою координації комерційної діяльності, реалізації спільних програм, спільного захисту інтересів членів асоціації фінансової підтримки спільних комерційних програм, розподілу (спеціалізації) виробництва. Асоціація є юридичною особою, може мати самостійний баланс, розрахунковий та інші рахунки, товарні знаки, власну символіку. Асоціація не відповідає за зобов'язання своїх членів і навпаки. Керівництво асоціацією здійснюється обраною загальними зборами радою (правлінням), оперативне керівництво — виконавчою дирекцією, яку призначає рада. Контроль за діяльністю асоціації, виконавчої дирекції здійснює наглядова рада (ревізійна комісія).
Асоціації як неприбуткові об'єднання юридичних осіб не проводять комерційної діяльності, але можуть створювати виробничі, торговельні та інші комерційно-підприємницькі структури.